# Teoria di Hamaker
La teoria di Hamaker è una teoria che descrive, pur se in maniera approssimata, le interazioni tra particelle macroscopiche.
La teoria fu proposta da Hugo Christiaan Hamaker, che calcolò l'interazione tra due sfere e una sfera ed una parete piana, presentando una discussione generale nel pluricitato articolo del 1937.

## Basi dello sviluppo della teoria
Successivamente alla spiegazione delle forze di van der Waals da parte di Fritz London, parecchi scienziati si accorsero presto che la definizione di tali forze poteva essere estesa dall'interazione tra due molecole che possiedono dipoli indotti agli oggetti macroscopici sommando le forze interagenti tra le molecole in ciascuno dei corpi interessati.

## Trattazione matematica della teoria
L'interazione tra due corpi è trattata alla stessa stregua dell'interazione tra un insieme di N molecole che si trovano nelle posizioni: Ri {i: 1,2,... ...,N}. La distanza tra le molecole i e j è quindi:
{\displaystyle R_{ij}=|R_{i}-R_{j}|}
Si assume che l'energia di interazione del sistema sia:
{\displaystyle V_{\mathrm {int} }^{1,2,...N}={\frac {1}{2}}\sum _{i=0}^{\mathbb {N} }\sum _{j=0(\neq i)}^{\mathbb {N} }V_{\mathrm {int} }^{ij}(R_{ij})}
dove {\displaystyle V_{\mathrm {int} }^{ij}} è l'interazione delle molecole i e j in assenza dell'influenza di altre molecole.
Il risultato della teoria porta, comunque, solo a un'approssimazione, per il fatto che assume che le interazioni possano essere trattate indipendentemente, trascurando le perturbazioni delle molecole vicine. Per ottenere risultati più precisi, la teoria dovrebbe essere migliorata introducendo il contributo della teoria quantistica delle perturbazioni.